# Лорран (футболіст, 1996)
Лорран де Олівейра Кінтанілья (порт. Lorran de Oliveira Quintanilha), відоміший під коротким прізвиськом Лорран (порт. Lorran, нар. 28 січня 1996, Армасан-душ-Бузіуш) — бразильський футболіст, захисник албанського клубу «Динамо» (Тирана). Виступав також за низку бразильських та закордонних клубів. Дворазовий переможець Ліги Каріока. Володар Кубка Албанії.

## Клубна кар'єра
Лорран де Олівейра народився 1996 року в місті Армасан-душ-Бузіуш, та є вихованцем футбольної школи клубу «Васко да Гама». У 2014 році Лорран розпочав виступи в основній команді клубу, в якому грав до 2017 року, та двічі став переможцем Ліги Каріока, після чого керівництво клубу віддало футболіста в оренду до клубу «Мото Клуб».
У 2018 році Лорран перейшов до складу команди «Санту-Андре», але ще в цьому ж році став гравцем кіпрського клубу «Пафос». У 2019 році футболіст повернувся на батьківщину до клубу «Серра Макаенсе», а в 2020—2021 роках грав у складі клубу «Імператрис»..
У 2021 році бразильський захисник перейшов до албанського клубу «Бюліс», у складі якого грав до 2023 року. У 2023 році футболіст перейшов до іншого албанського клубу «Динамо» (Тирана). У складі команди Лорран у сезоні 2024—2025 років став володарем Кубка Албанії.

## Виступи за збірну
Протягом 2014—2015 років Лорран грав у складі молодіжної збірної Бразилії. На молодіжному рівні зіграв у 2 офіційних матчах.

## Титули і досягнення
- Переможець Ліги Каріока (2):

«Васко да Гама»: 2015, 2016
- Володар Кубка Албанії (1):

«Динамо» (Тирана): 2024–2025